# Supercopa de España de Baloncesto 2014
La Supercopa de España de Baloncesto 2014 fue la 11.ª edición del torneo desde que está organizada por la ACB y la 15.ª desde su fundación. También se le llama la Supercopa Endesa por motivos de esponsorización.
Se disputó en el Fernando Buesa Arena de Vitoria entre el 26 y el 27 de septiembre de 2014.

## Equipos participantes
El 20 de mayo de 2014, la ACB anuncíó los tres primeros participantes. El cuarto participante fue anunciado el 16 de junio de 2014, después de que el F. C. Barcelona se clasificará para las Finales de la Liga Endesa 2013-14
| Equipo                 | Clasificación              | Participación |
| ---------------------- | -------------------------- | ------------- |
| Laboral Kutxa Baskonia | Anfitrión                  | 10º           |
| F. C. Barcelona        | Campeón de la Liga Endesa  | 11º           |
| Real Madrid            | Campeón de la Copa del Rey | 12º           |
| Valencia Basket        | Campeón de la Eurocup      | 3º            |

## Semifinales
El sorteo de las semifinales fue el 10 de septiembre de 2014 y se celebró en el Palacio Escoriaza-Esquivel de Vitoria.
| 26 de septiembre de 2014 19:00 (CEST) | Real Madrid                                          | 89–76                | Valencia Basket                            | |  |
|                                       | Parciales: 19–26, 24–17, 17–15, 29–18                |                      |                                            | |  |
|                                       | Estadísticas Fernández 21 Reyes 6 Fernández, Llull 3 | Reporte Pts Reb Asts | Estadísticas 17 Lončar 9 Harangody 7 Ribas | Pabellón: Fernando Buesa Arena, Vitoria Árbitros: Martín Bertrán, García González, Peruga Televisión: La 1 |  |

| 26 de septiembre de 2014 21:30 (CEST) | Laboral Kutxa Baskonia                      | 66–95                | F.C. Barcelona                            | |  |
|                                       | Parciales: 16–31, 13–18, 17–22, 20–24       |                      |                                           | |  |
|                                       | Estadísticas Heurtel 17 Iverson 7 Heurtel 5 | Reporte Pts Reb Asts | Estadísticas 16 Abrines 7 Tomić 4 Huertas | Pabellón: Fernando Buesa Arena, Vitoria Asistencia: 8.226 espectadores Árbitros: Pérez Pizarro, Pérez Pérez, Cortés Televisión: FORTA |  |

## Final
| 27 de septiembre de 2014 19:00 (CEST) | Real Madrid                                   | 99–78                | F. C. Barcelona                            | |  |
|                                       | Parciales: 29–14, 20–25, 22–20, 28–20         |                      |                                            | |  |
|                                       | Estadísticas Llull 21 Fernández 5 Rodríguez 6 | Reporte Pts Reb Asts | Estadísticas 15 Tomić 7 Doellman 6 Huertas | Pabellón: Fernando Buesa Arena, Vitoria Asistencia: 8.452 espectadores Árbitros: Pérez Pizarro, García González, Pérez Pérez Televisión: La 1 |  |